# Marieville
Marieville è una città del Canada, nella regione di Montérégie della provincia del Québec.